# Fustérouau
Fustérouau é uma comuna francesa na região administrativa de Occitânia, no departamento de Gers. Estende-se por uma área de 7,85 km². Em 2010 a comuna tinha 140 habitantes (densidade: 17,8 hab./km²).